# داميان مافيي
داميان مافيي (بالإنجليزية: Damian Maffei)‏ هو ممثل أمريكي، ولد في 27 يونيو 1977 في الولايات المتحدة.

## وصلات خارجية
- داميان مافيي على موقع IMDb (الإنجليزية)
- داميان مافيي على موقع قاعدة بيانات الفيلم (الإنجليزية)